# 刘旭沧
劉旭滄（1913年—1966年），原名承東，浙江吳興縣南潯人，中国摄影记者。

## 生平

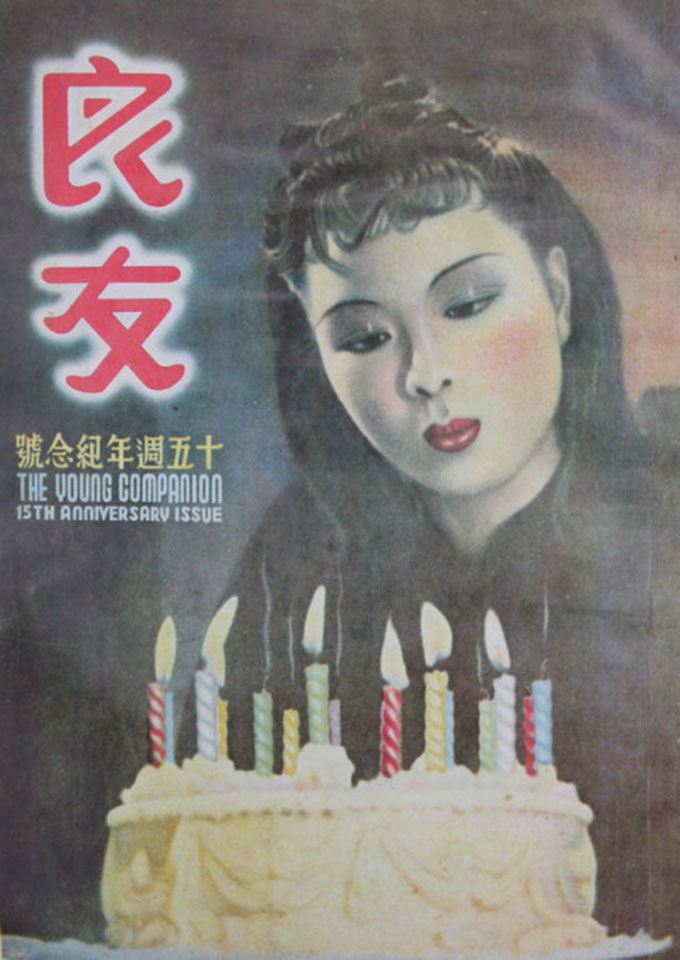
良友画报第162期封面，刘旭沧作品

生于浙江南浔，是刘锦藻第九个儿子，刘承幹的九弟。早年学习英语和德语，后又自学摄影技巧。随家人搬迁至上海认识摄像师郎静山。1932年加入三友影社并担任编辑。后来还拜师雕塑家画家张充仁学习素描和油画。1949年后担任中国摄影家协会第一、二届常务理事和上海分会副主席。
1966年逝世，享年53岁。

## 纪念
在家乡浙江湖州市南浔区南浔镇求恕里仍有“刘旭沧先生摄影作品展馆”。